# Platynocephalus
Platynocephalus är ett släkte av skalbaggar. Platynocephalus ingår i familjen Cetoniidae.
Kladogram enligt Catalogue of Life:
| Platynocephalus | \| \| Platynocephalus arnaudi \| \| \| \| \| \| Platynocephalus hamiltoni \| \| \| \| \| \| Platynocephalus miyashitai \| \| \| \| |
|                 | \| \| Platynocephalus arnaudi \| \| \| \| \| \| Platynocephalus hamiltoni \| \| \| \| \| \| Platynocephalus miyashitai \| \| \| \| |
|                 | Platynocephalus arnaudi |
|                 | |
|                 | Platynocephalus hamiltoni |
|                 | |
|                 | Platynocephalus miyashitai |
|                 | |